# کالج لوراس
کالج لوراس یک کالج خصوصی کاتولیک در دوبوک، آیووا است. این دانشگاه حدود ۱۶۰۰ دانشجو دارد و قدیمی‌ترین مؤسسه تحصیلات تکمیلی در ایالت آیووا است. این مدرسه هر دو دوره کارشناسی و کارشناسی ارشد را ارائه می‌دهد. این پردیس در سال ۲۰۲۰ در فهرست ملی اماکن تاریخی به عنوان منطقه تاریخی کالج لوراس ثبت شد.